# Siegburger SV 04
Der Siegburger SV 04 (vollständiger Name: Siegburger Sportverein 04 e. V.) ist ein Sportverein aus Siegburg. Die erste Mannschaft spielt in der Mittelrheinliga. Zwischen 1978 und 1986 spielte die erste Mannschaft in der damals drittklassigen Oberliga Nordrhein. Im Jahre 1961 wurde der Verein Deutscher Vizemeister der Amateure.

## Geschichte
Der Verein wurde im Jahre 1904 als Siegburger FC 04 gegründet. Im Jahre 1906 spaltete sich der FC Adler Siegburg ab. Am 9. Juli 1909 fusionierten beide Clubs zum Siegburger SV 04. Ebenfalls 1909 schloss sich der VfB Siegburg dem Verein an.
Im Jahre 1947 stieg die Mannschaft in die damals zweitklassige Rheinbezirksliga auf. Nach dem Abstieg im Jahre 1949 gelang der sofortige Wiederaufstieg. Im Jahre 1956 verpassten die Siegburger die Qualifikation für die neue Verbandsliga Mittelrhein, in die sie 1958 aufstiegen. Nach zwei Vizemeisterschaften wurde die Mannschaft 1961 Meister und gewann auch die Westdeutsche Amateurmeisterschaft. Der Verein verzichtete jedoch auf den Aufstieg in die II. Division.
Bei der Deutschen Amateurmeisterschaft erreichten die Siegburger das Finale und trafen dort auf die Amateure von Holstein Kiel. Beim Stande von 2:1 für Kiel verletzte sich Siegburgs Jochen Alda schwer und musste in ein Krankenhaus gebracht werden. In Unterzahl verloren die Siegburger mit 1:5. Nach dem Abstieg im Jahre 1968 kehrte der Verein 1973 in die Verbandsliga Mittelrhein zurück.
Im Jahre 1977 wurden die Siegburger Vizemeister hinter den Amateuren des 1. FC Köln und nahmen an der Aufstiegsrunde zur 2. Bundesliga teil. Da Arminia Bielefeld den Aufstieg in die Bundesliga verpasste mussten die Siegburger zwei Entscheidungsspiele gegen den 1. FC Bocholt austragen. Die Bocholter gewannen beide Partien mit 1:0. Ein Jahr später qualifizierten sich die Siegburger für die Oberliga Nordrhein.
Bis 1986 wurde der Siegburger SV zu einer Fahrstuhlmannschaft zwischen der Ober- und der Verbandsliga. Im Jahre 1990 folgte der Abstieg in die Landesliga. Zwischen 1996 und 1999 gab es noch einmal ein Gastspiel in der Verbandsliga. Bis 2014 spielten die Siegburger in der Landesliga, bevor die Mannschaft abstieg und danach den sofortigen Wiederaufstieg schaffte. Im Jahre 2016 gelang der Durchmarsch in die Mittelrheinliga.

## Persönlichkeiten
| - Hans Cieslarczyk - Jean-Pierre de Keyser - Karl Flink - Adalbert Fuhrmann | - Peter Klimke - Rudi Müller - Tuncay Nadaroğlu - Wolfgang Overath | - Hans Sarpei - Marc Spanier - Karl Zolper |